# XII з'їзд Комуністичної партії Молдавії
XII з'їзд Комуністичної партії Молдавії — з'їзд Комуністичної партії Молдавії, що відбувся 1–3 березня 1966 року в місті Кишиневі.

## Порядок денний з'їзду
1. Звіт ЦК КПМ
2. Звіт Ревізійної Комісії КПМ
3. Вибори керівних органів КПМ.

## Керівні органи партії
Обрано 107 членів ЦК КПМ, 47 кандидатів у члени ЦК КПМ та 27 членів Ревізійної Комісії КПМ.

### Члени Центрального комітету КП Молдавії
- Акінфієв Василь Іванович — міністр промисловості будівельних матеріалів Молдавської РСР
- Аніканов Іван Михайлович — начальник Головного управління з енергетики та електрифікації при Раді міністрів Молдавської РСР.
- Антосяк Георгій Федорович — 1-й заступник голови Ради Міністрів Молдавської РСР
- Арпентьєв Володимир Олександрович — міністр фінансів Молдавської РСР
- Афтенюк Герман Трохимович — міністр меліорації і водного господарства Молдавської РСР
- Барабаш Віктор Володимирович — 1-й секретар Суворовського райкому КПМ
- Барбулат Володимир Карпович — завідувач відділу пропаганди і агітації ЦК КПМ
- Бардаш В'ячеслав Миколайович — 1-й секретар Вулканештського райкому КПМ
- Баркар Олександр Андрійович — голова Єдинецького райвиконкому
- Бережний Іван Микитович — 1-й секретар Фалештського райкому КПМ
- Бикова Ольга Василівна — міністр соціального забезпечення Молдавської РСР
- Бирка П.В. —
- Богуцький В.С. —
- Бодюл Іван Іванович — 1-й секретар ЦК КПМ
- Боцу Павло Петрович —голова правління Спілки письменників Молдавської РСР
- Брадулов Микола Михайлович — міністр охорони громадського порядку Молдавської РСР
- Бурилков Костянтин Панасович — міністр сільського будівництва Молдавської РСР
- Волосюк Василь Михайлович — завідувач відділу адміністративних органів ЦК КПМ
- Воронін Петро Васильович — голова Комітету народного контролю Молдавської РСР
- Гапонов Микола Єгорович — міністр автомобільного транспорту і шосейних доріг Молдавської РСР
- Гладилін Микола Миколайович — редактор газети «Советская Молдавия»
- Голубицький Олександр Олександрович — головний редактор журналу «Коммунист Молдавии»
- Горанський Іван Павлович — військовослужбовець, генерал-майор
- Гроссу Семен Кузьмович — начальник Суворовського районного управління сільського господарства
- Гросул Яким Сергійович — президент Академії наук Молдавської РСР
- Гуторов Валентин Володимирович — 1-й секретар Флорештського райкому КПМ
- Дамаскін Анатолій Іванович — голова Кишинівського міськвиконкому
- Дарієнко Петро Степанович — міністр культури Молдавської РСР
- Дворников Прокіп Гнатович — директор Молдавського НДІ зрошувального землеробства і овочівництва, член-кореспондент ВАСГНІЛ
- Діордиця Олександр Пилипович — голова Ради Міністрів Молдавської РСР
- Дигай Гліб Григорович — завідувач відділу організаційно-партійної роботи ЦК КПМ
- Д'єур Михайло Пилипович — 1-й секретар Кишинівського міськкому КПМ
- Добинде Ігор Григорович — заступник голови Ради Міністрів Молдавської РСР
- Долгошей Гаврило Артемович — 1-й секретар Сороцького райкому КПМ
- Дорофеєв Павло Олексійович — 1-й секретар Страшенського райкому КПМ
- Дурноп'янов Іван Леонтійович — 1-й секретар Тираспольського райкому КПМ
- Житнюк Галина Михайлівна — міністр легкої промисловості Молдавської РСР
- Журавльова Клавдія Петрівна — 1-й секретар Ленінського райкому КПМ міста Кишинева
- Забунов Петро Костянтинович — начальник Чимишлійського районного виробничого управління сільського господарства
- Зайченко Микола Михайлович — заступник голови Ради Міністрів Молдавської РСР
- Захаров Вадим Олександрович — 1-й секретар Рибницького міськкому КПМ?
- Зінган Харлампій Якович — голова Верховного суду Молдавської РСР
- Ілляшенко Кирило Федорович — голова Президії Верховної Ради Молдовської РСР
- Іорданов Іван Єфремович — 1-й секретар Оргіївського райкому КПМ
- Казак Віктор Дмитрович — ланковий механізованої ланки колгоспу імені Калініна Лазовського району
- Калін Іван Петрович — 1-й секретар Каларашського райкому КПМ
- Каніковський Віктор Іванович — 1-й секретар Бельцького міськкому КПМ
- Коваль Микола Григорович — заступник голови Ради Міністрів Молдавської РСР і голова Держплану РМ Молдавської РСР
- Константинов Михайло Степанович — 1-й секретар Каушанського райкому КПМ
- Корнічук І.Д. —
- Корнован Дмитро Семенович — секретар ЦК КПМ
- Коробчану Анатолій Володимирович — заступник голови Ради Міністрів Молдавської РСР
- Котяци Іван Олександрович —1-й секретар Єдинецького райкому КПМ
- Кранга Петро Федорович — міністр торгівлі Молдавської РСР
- Крачун Агрипина Микитівна — секретар Президії Верховної Ради Молдовської РСР
- Кройтор З.І. —
- Кулюк Леонід Федорович —голова Держкомітету із радіо і телебачення Молдавської РСР
- Куришина Євгенія Мефодіївна — бригадир виноградарської бригади радгоспу «Чумай» Вулканештського району
- Кускевич Іван Васильович — голова Головного управління побутового обслуговування населення при РМ Молдавської РСР
- Кутиркін Владислав Георгійович — 1-й секретар Чимишлійського райкому КПМ
- Лавранчук Георгій Іванович — 1-й секретар ЦК ЛКСМ Молдавії
- Лука А.М. —
- Лук'янов Микола Миколайович — 1-й секретар Леовського райкому КПМ
- Мацнєв Олексій Іванович — 1-й секретар Бендерського міськкому КПМ
- Машталер Василь Васильович — голова республіканського об'єднання «Молдсільгосптехніка»
- Мельник Ганна Василівна — завідувач відділу науки і культури ЦК КПМ
- Молдован Василь Кирилович — голова Партійної комісії при ЦК КПМ
- Молдован Георгій Іванович — 1-й секретар Дондюшанського райкому КПМ
- Мураховська Н.Т. —
- Негру-Воде Олександр Степанович — міністр сільського господарства Молдавської РСР
- Нечаєнко Олександр Васильович — міністр місцевої промисловості Молдавської РСР
- Паскар Петро Андрійович — секретар ЦК КПМ
- Петрик Павло Петрович — 1-й секретар Тираспольського міськкому КПМ
- Плешко Михайло Олександрович — редактор газети «Молдова сочіалісте»
- Положенко Никанор Володимирович — міністр житлово-комунального господарства Молдавської РСР
- Попов Йосип Назарович — 1-й секретар Ново-Аненського райкому КПМ
- Постовий Євген Семенович — міністр народної освіти Молдавської РСР
- Потапов Семен Іванович — 1-й секретар Чадир-Лунзького райкому КПМ
- Прекуп В.Ф. —
- Проценко В'ячеслав Олександрович — 1-й секретар Дубосарського райкому КПМ
- Решетник Василь Данилович — 1-й секретар Резинського райкому КПМ
- Рощаховський Василь Олександрович —
- Рудь Герасим Якович — ректор Кишинівського сільськогосподарського інституту імені Фрунзе
- Руссу Діомід Федорович — 1-й секретар Ришканського райкому КПМ
- Руссу Н.Я. —
- Савочко Борис Миколайович — завідувач промислово-транспортного відділу ЦК КПМ
- Савченко Іван Тихонович — голова Комітету державної безпеки при Раді міністрів Молдавської РСР
- Сидоренко Сергій Степанович — голова Молдавської республіканської ради профспілок
- Скульський Георгій Петрович — голова Державного комітету РМ Молдавської РСР по будівництву і архітектурі
- Скуртул Максим Васильович — голова правління Молдавспоживспілки
- Соловйова Валентина Сергіївна — директор Тираспольської швейної фабрики імені 40-річчя ВЛКСМ
- Сташкевич Лінарій Дмитрович — начальник Молдавського відділення Одесько-Кишинівської залізниці
- Степанов Георгій Панасович — завідувач сільськогосподарського відділу ЦК КП Молдавії
- Стешов Борис Олександрович — секретар ЦК КПМ
- Тарушкін Олексій Петрович — завідувач відділу будівництва і міського господарства ЦК КПМ
- Тестеміцану Микола Андрійович — ректор Кишинівського медичного інституту
- Тіунов Анатолій Іванович — міністр м'ясної і молочної промисловості Молдавської РСР
- Тузлов Михайло Іванович — 1-й секретар Комратського райкому КПМ
- Хропотинський Василь Петрович — 1-й секретар Унгенського райкому КПМ
- Черниш Володимир Якович — 1-й секретар Кагульського райкому КПМ
- Чолак Михайло Ісайович — завідувач відділу торгівлі і побутового обслуговування ЦК КПМ
- Чурбанов Ізосим Квінтельянович — завідувач відділу харчової промисловості ЦК КПМ
- Шихова Марія Матвіївна — голова Комратського райвиконкому
- Шкорупеєв Іван Семенович — міністр харчової промисловості Молдавської РСР
- Штирбул Кирило Антонович — актор
- Щолоков Микола Онисимович — 2-й секретар ЦК КПМ
- Щербак Григорій Михайлович — військовослужбовець, генерал-лейтенант

### Кандидати у члени Центрального комітету КП Молдавії
- Аксьонов Геннадій Михайлович — начальник будівельно-монтажного управління
- Бабич Іван Іванович — директор Молдавського агрономічного радгоспу-технікуму імені Леніна Дондюшанського району
- Батушкін Василь Єгорович — 1-й заступник міністра сільського господарства Молдавської РСР
- Болдирєв В.П. —
- Бондаренко Михайло Васильович — 1-й секретар Лазовського райкому КПМ
- Вейса В.І. —
- Вердиш Дмитро Іванович — начальник Головного управління професійно-технічної освіти РМ Молдавської РСР
- Вилку Олександр Васильович — начальник Унгенського районного виробничого управління сільського господарства
- Джесмеджіян Артем Аршакович — помічник 1-го секретаря ЦК КПМ
- Дороганич Олександр Деонісович — голова Державного комітету РМ Молдавської РСР із кінематографії
- Дубінін А.Л. —
- Дяченко Лука Степанович — керуючий справами Ради міністрів Молдавської РСР
- Єпіфанов К.В. —
- Живаєв Андрій Григорович — керуючий справами ЦК КПМ
- Жмеренецька Олена Федорівна — голова Державного комітету РМ Молдавської РСР із друку
- Збаразький Володимир Васильович — 1-й заступник голови Держплану РМ Молдавської РСР
- Зіду Дмитро Георгійович — голова Вулканештського райвиконкому
- Іващук Дмитро Іванович — 1-й заступник міністра меліорації та водного господарства Молдавської РСР
- Калініченко Ілля Якович — начальник 22-го Нижньодністровського прикордонного загону Західного прикордонного округу КДБ СРСР
- Карасьов В.І. —
- Кашкаров Олександр Федорович — голова Бричанського райвиконкому
- Козловський Василь Якимович — голова колгоспу «Маяк» Єдинецького району
- Козуб Костянтин Іванович — голова Державного комітету РМ Молдавської РСР із кінематографії
- Костя П.Д. —
- Лебедєв В.І. —
- Лещенко Іван Ілліч —
- Лучинський Петро Кирилович — 2-й секретар ЦК ЛКСМ Молдавії
- Медведєв А.І. —
- Моргунов Володимир Микитович —
- Москалу Ніна Андріївна — трактористка колгоспу імені Суворова Сороцького району
- Ону П.Г. —
- Парфентьєв Іван Данилович — директор Молдавського Телеграфного Агентства
- Пасіковський Олександр Гнатович — завідувач особливого сектора ЦК КПМ
- Романенко В.І. —
- Рошка М.Г. —
- Салтановська А.К. —
- Сапожник І.Ф. —
- Сибряєва В.В. —
- Стругуля В.І. —
- Татарчук Павло Михайлович — голова Тираспольського райвиконкому
- Усенко Павло Федорович —
- Устіян Іван Григорович — завідувач відділу пропаганди і секретар ЦК ЛКСМ Молдавії
- Фомін Василь Михейович — 1-й секретар Октябрського райкому КПМ міста Кишинева
- Хлистов Лев Олександрович —
- Шаврієв Іван Петрович — секретар парткому партійної організації колгоспу імені Леніна Чадир-Лунзького району
- Щелкунов С.А. —
- Юнак Ганна Порфирівна — голова колгоспу «Нове життя» Флорештського району

### Члени Ревізійної комісії КП Молдавії
- Андрейчук Ганна Тимофіївна — директор Кишинівської швейної фабрики № 1
- Бодур Ілля Дмитрович — голова Дондюшанського райвиконкому
- Вайн Л.І. —
- Вакарчук Степан Никанорович — 1-й секретар Бричанського райкому КПМ
- Віконський Олександр Федорович —
- Глушко Б.В. —
- Добріца Ф.М. —
- Єпур Федір Семенович — заступник голови Комітету народного контролю Молдавської РСР, голова Ревізійної комісії
- Єремей Григорій Ісидорович —1-й секретар Котовського райкому КПМ
- Кравецький В.М. —
- Ковальова В.З. —
- Козловський В.Ф. —
- Коптильников М.Я. —
- Котов М.П. —
- Коханський Василь Іванович — секретар Молдавської республіканської ради профспілок
- Лозова Т.І. —
- Лубенець Дмитро Євтихійович — міністр будівництва Молдавської РСР
- Марін Г.І. —
- Морозов Степан Олексійович —
- Москвін К.Р. —
- Онопрієнко М.А. —
- Пержан Дмитро Григорович —
- Петрушин Петро Арсентійович — голова Бельцького міськвиконкому
- Рассудіна Еріка Валентинівна — голова Рибницького райвиконкому
- Рибаков Василь Іванович — голова Чадир-Лунзького райвиконкому
- Руссу Василь Петрович — міністр зв'язку Молдавської РСР
- Савченко Зінаїда Олександрівна — бригадир колгоспу «Біруїнца» Резинського району